# Ryōkichi Yatabe
Ryokichi Yatabe (o Ryōkichi) (jap. 矢田部良吉, 1851 - 7 de agosto de 1899 , Kamakura) fue un botánico, pteridólogo, y algólogo japonés . Estudió botánica en la Universidad Cornell, de 1871 a 1876, y en 1877 fue superintendente del Jardín Botánico Koishikawa. Y por largos años fue profesor de botánica en la Universidad de Tokio.
Víctima de ahogamiento en las costas de Kamarura, murió a los 47 años

## Honores

### Epónimos
- (Berberidaceae) Yatabea Maxim. ex Yatabe[1]

## Algunas publicaciones
- 1891 – 1893. Nihon shokubutsu dzukai. Iconographia florae japonicae : Or descriptions with figures of plants indigenous to Japan. 3 pp.

### Libros
- 1891. Nihon Shokubutsu dzukai: or descriptions with figures of Plants indigenous to Japan. Vol. 1, Partes 1-3. 252 pp.
- jean mueller, ryokichi Yatabe. 1892. Lichenes Yatabeani, in Japonia lecti et a cl. Prof. Yatabe missi, &c

- La abreviatura «Yatabe» se emplea para indicar a Ryōkichi Yatabe como autoridad en la descripción y clasificación científica de los vegetales.[2]